# Jakob Dannefærds Vej
Jakob Dannefærds Vej ligger i Frederiksberg Kommune. Den har postnummeret 1973 Frederiksberg C. 
Vejen, stykket fra Åboulevarden 17 til Worsaaesvej 15, blev anlagt omkring 1884, mens det sidste stykke fra knækket til Worsaaesvej blev anlagt 1905. Vejen blev anlagt af fabrikant P.A. Dohlmann, søn af limfabrikant og tømrermester Fritz August Dohlmann, og navngivet 6. august 1885. 

## Jacob Nielsen Dannefer (ca. 1630-1676)
Jacob Nielsen Dannefer (ca. 1630-1676) var en dansk officer, født på Møn, der, da Danmark begyndte at ruste sig til krig mod Sverige, lod sig hverve som menig rytter i Ditlev Ahlefeldts regiment. Ved Roskildefreden 1658 måtte Danmark blandt andet afstå et rytterregiment på 2.000 ryttere til svenskerne, heriblandt Dannefer. Han blev udvalgt til at være livtjener hos den berømte svenske admiral C.G. Wrangel. Da Dannefer med skibet "Sct Johannes" skulle til Wollin i Pommern med blandt andet en del af admiralens gods, 120 danske soldater og 16 kanoner, lykkedes det Dannefer med hjælp fra de danske soldater at overmande kaptajnen, den svenske officer og mandskabet og sætte kursen mod København. For sin indsats blev Dannefer udnævnt til ritmester i Gyldenløves regiment, og han fik "Nygård" og "Hovedskovgård" på Møn af Frederik 3. Senere blev han imidlertid uvenner med en overordnet og afskediget fra hæren. Herefter var han tolder i Stege.
55°41′1.17″N 12°33′13.79″Ø / 55.6836583°N 12.5538306°Ø